# Sabine Schormann
Sabine Schormann (* 1962 in Bad Homburg) ist eine deutsche Germanistin und Kulturmanagerin. Vom 1. November 2018 bis zu ihrem Rücktritt am 16. Juli 2022 war sie Generaldirektorin des Museums Fridericianum in Kassel und Generaldirektorin der documenta.

## Leben und Wirken
Schormann wurde als Tochter des Werbekaufmanns Bernd Schormann und der Bankkauffrau Maria Schormann geboren und wuchs in Eppstein und in Königstein im Taunus auf. Sie studierte von 1981 bis 1987 Germanistik, Philosophie und Kunstgeschichte an der Universität Mainz. Im Jahr 1992 wurde sie mit einer Arbeit zu Bettina von Arnim promoviert.
Schormann ist verheiratet mit Walter Wolfgang Kleine, der von 2004 bis 2014 Vorstandsvorsitzender der Sparkasse Hannover und zuvor langjähriger Mitarbeiter der Sparkasse Bremen war, zuletzt als Mitglied des Vorstands. Seit 2016 ist Kleine privatwirtschaftlich tätig.

### Beruflicher Werdegang
Anfang der 1990er Jahre war Schormann als studentische Hilfskraft am Goethe-Museum in Frankfurt am Main mit der Organisation erster, zunächst kleinerer Ausstellungen betraut. Nach Abschluss ihrer Promotion arbeitete sie ab 1992 in der Öffentlichkeitsarbeit der Deutschen Stiftung Denkmalschutz in Bonn. Während ihrer Tätigkeit im Bereich „Sonderaktionen, Konzeption und Umsetzung“ war sie als Projektleiterin für den seitdem auch in Deutschland eingeführten Tag des offenen Denkmals zuständig.

#### Hannover, 1996 bis 2019 und 2024
Im Jahr 1996 übernahm sie die Leitung der Ausstellungen „Planet of Visions“ und „Das 21. Jahrhundert“ im Themenpark der EXPO 2000 in Hannover. Als Direktorin der Niedersächsischen Sparkassenstiftung und der VGH-Stiftung wirkte sie bis 2018 weiter in der Landeshauptstadt.
Sabine Schormann war Schirmherrin für den vom Presse Club Hannover verliehenen Leibniz-Ring-Hannover. 2019 übernahm Eske Nannen ihre Nachfolge.
2024 wurde Sabine Schormann zur Vorstandsvorsitzenden des in Hannover wirkenden Vereins „Musik für heute e.V.“ gewählt.

#### Generaldirektorin des Museums Fridericianum und der documenta
Zum 1. November 2018 wurde Schormann Generaldirektorin der documenta und des Museums Fridericianum in Kassel. Zu ihren Aufgaben gehörte unter anderem die Vorbereitung und Organisation der 15. Documenta.
Mit Eröffnung der documenta fifteen am 18. Juni 2022 wurde sie wegen der Darstellung antisemitischer Bildinhalte in dem zentral in der Stadt ausgestellten Werk des indonesischen Künstlerkollektivs Taring Padi sowie wegen der Beziehung von Beteiligten an der documenta fifteen zur Kampagne Boycott, Divestment and Sanctions kritisiert. Schormann und dem mit der Kuratierung beauftragten Künstlerkollektiv Ruangrupa wird vorgeworfen, gegen die Grundwerte Respekt, Dialogfähigkeit und Menschlichkeit der Documenta verstoßen und das Werk erst nach dem üblichen Preview der Medien installiert zu haben. Das Werk wurde daraufhin zunächst mit schwarzem Tuch verhüllt und am 21. Juni 2022 endgültig abgebaut. Der Vorsitzende des Landesverbandes der Jüdischen Gemeinden von Niedersachsen, Michael Fürst, forderte ihren Rücktritt, ebenso der Rechtswissenschaftler Ulrich Haltern. Dieser hatte in seiner Funktion als Jurymitglied des Niedersächsischen Staatspreises vom niedersächsischen Ministerpräsident Stephan Weil (SPD) zuvor erfolglos gefordert, Schormann aus der Jury abzuberufen.
Am 16. Juli 2022 trat sie schließlich als Generaldirektorin der documenta zurück, und ihr Geschäftsführerdienstvertrag wurde einvernehmlich aufgelöst. Ihr Nachfolger als Geschäftsführer der „documenta und Museum Fridericianum gGmbH“ wurde am 18. Juli 2022 der frühere documenta-Geschäftsführer und Gründungsvorstand der Kulturstiftung des Bundes Alexander Farenholtz.